# 7-メチルキサントシンシンターゼ
7-メチルキサントシンシンターゼ(7-methylxanthosine synthase、EC 2.1.1.158)は、以下の化学反応を触媒する酵素である。
S-アデノシル-L-メチオニン + キサントシン{\displaystyle \rightleftharpoons }S-アデノシル-L-ホモシステイン + 7-メチルキサントシン
従って、この酵素の2つの基質はS-アデノシル-L-メチオニンとキサントシン、2つの生成物はS-アデノシル-L-ホモシステインと7-メチルキサントシンである。
この酵素は、転移酵素、特に1炭素基を転移させるメチルトランスフェラーゼのファミリーに属する。系統名は、S-アデノシル-L-メチオニン:キサントシン N7-メチルトランスフェラーゼである。その他よく用いられる名前に、xanthosine methyltransferase、XMT、xanthosine:S-adenosyl-L-methionine methyltransferase、CtCS1、CmXRS1、CaXMT1、S-adenosyl-L-methionine:xanthosine 7-N-methyltransferase等がある。